# Борат кальция-натрия
Борат кальция-натрия — неорганическое соединение,
двойная соль натрия, кальция и борной кислоты
с формулой NaCaBO3,
бесцветные кристаллы.

## Получение
- Спекание стехиометрических количеств тетрабората натрия, карбоната натрия и карбоната кальция:

{\displaystyle {\mathsf {Na_{2}B_{4}O_{7}\cdot 10H_{2}O+Na_{2}CO_{3}+4CaCO_{3}\ {\xrightarrow {800^{o}C}}\ 4NaCaBO_{3}+5CO_{2}\uparrow +10H_{2}O}}}

## Физические свойства
Борат кальция-натрия образует бесцветные кристаллы
ромбической сингонии,
пространственная группа P mmn,
параметры ячейки a = 1,60933 нм, b = 1,02100 нм, c = 0,349811 нм, Z = 4
.

## Химические свойства
- Разлагается горячей водой.